# Capitale di classe 1
Con capitale di classe 1 (o patrimonio di classe 1, in inglese Tier 1 capital o Core Tier 1) si intende la componente primaria del capitale di una banca. 

## Definizione
Secondo gli accordi di Basilea, il patrimonio delle banche può essere distinto in due classi (tier): una "classe principale (Tier 1) composta dal capitale azionario e riserve di bilancio provenienti da utili non distribuiti al netto delle imposte, e una "classe supplementare" composta da elementi aggiuntivi. Dalla componente principale vanno poi dedotti alcuni elementi come l'avviamento.
Per evitare che il capitale di classe 1 venisse reso meno solido dall'uso di strumenti innovativi via via creati dalle banche, il Comitato di Basilea decise di limitarne l'inclusione nel Tier 1 al 15%. 
Escludendo del tutto tali strumenti innovativi dal capitale di classe 1, si ottiene il cosiddetto Tangible Common Equity (TCE).

## Coefficienti patrimoniali
Rapportando il Tier 1 alle attività ponderate per il rischio, secondo i criteri di Basilea II, si ottiene il coefficiente patrimoniale Common Equity Tier 1 (CET1), spesso utilizzato come importante misura di patrimonializzazione di una banca.

## Composizione
Esso si compone di:
1. Utili non distribuiti e riserve, al netto dell'avviamento
2. Azioni ordinarie (quelle di risparmio escluse a partire dal 2010, non assicurano, infatti, il pieno assorbimento delle perdite, in quanto prevedono vantaggi in fase di liquidazione e nella maggior parte dei casi sono caratterizzate da meccanismi di remunerazione privilegiati e commisurati al valore nominale dello strumento)
3. Azioni privilegiate (Preferred Stock), cioè con la caratteristica di ricevere i dividendi (con varie modalità che differiscono in base agli accordi di contratto) prima delle azioni ordinarie.

Il capitale di classe 1 si scompone in Core Tier 1, il cui ammontare deve essere non inferiore all'85% dell'intero Tier 1, e considera i punti 1 e 2, e l'Hybrid Tier 1, che accoglie invece solo le preferred securities, in un ammontare massimo non superiore al 15% dell'intero capitale di classe 1.
Con un livello di seniority crescente, ovvero con una maggior garanzia di rimborso per l'investitore, troviamo il Tier 2, anch'esso scomponibile in Upper Tier 2, che accoglie obbligazioni della durata superiore a 10 anni e utilizzabili per coprire perdite derivanti dalla operatività dell'ente che non le consentirebbero la prosecuzione dell'attività, e in Lower Tier 2, contenente obbligazioni della durata superiore ai 5 anni.
Ancora con seniority crescente troviamo il Tier 3, composto da obbligazioni della durata superiore ai due anni, non utilizzabili per coprire le perdite derivanti dalla operatività dell'ente ma ammettono la sospensione del pagamento di capitale e interessi in caso di riduzione del Patrimonio netto contabile al di sotto dei limiti di legge e su iniziativa delle autorità di vigilanza (Banca d'Italia).
Possiamo aggiungere che il capitale di classe 1 deve essere pari almeno al 4% delle attività ponderate per il rischio (in base ai parametri stabiliti da Basilea 2 e quindi utilizzando l'approccio standard o l'internal rating based advanced o foundation), il Tier 2 deve essere non superiore al 100% del Tier 1 e la loro somma non deve essere inferiore all'8% delle attività ponderate per il rischio (RWA), che poi rappresenta il coefficiente di solvibilità della Banca. Il Tier 3 deve essere pari al massimo al 250% del capitale di classe 1 a copertura dei rischi di mercato.
Come si nota, quindi, il patrimonio di vigilanza è diverso dal patrimonio netto contabile per i vari strumenti di debito emessi dalla banca che vi sono all'interno e che possono essere considerati come strumenti "quasi-equity", la cui erogazione da parte della banca le consente di espandere gli impieghi.
Nel caso in cui il Patrimonio di Vigilanza fosse incapiente rispetto alle previsioni di impiego della banca, stabilite in sede di budget, esso può essere aumentato riducendo i dividendi, emettendo azioni e/o preferred securities oppure incrementando il Tier 2.
Il motivo per cui le banche devono detenere il capitale così definito è fronteggiare perdite inattese, la principale delle quali deriva dal peggioramento del merito creditizio della controparte oltre la quota prevista sulla base del rating ad essa associato in sede di risk rating. 
Da notare che per fronteggiare perdite attese si usano altri strumenti come appositi accantonamenti a fondo rischi bancari generali (voce 190 Conto economico e 120 Stato patrimoniale) o l'utilizzo dei profitti dell'esercizio corrente.
Sia il capitale di classe 1 che il capitale di classe 2 sono definiti negli accordi internazionali Basilea I e Basilea II. 
Ogni Autorità di controllo nazionale ha tuttavia una certa discrezionalità su come devono essere considerati i diversi strumenti finanziari nel calcolo di questo tipo di capitale. Tale discrezionalità serve ad applicare adeguatamente l'accordo ai differenti sistemi legali in vigore nei vari paesi aderenti.